# Estació d'Alcalà de Xivert
Alcalà de Xivert és una estació de la Línia 7 (Regional País Valencià) de la xarxa de Mitjana Distància Renfe del País Valencià situada a l'est del nucli urbà d'Alcalà de Xivert a la comarca del Baix Maestrat de la província de Castelló.
L'estació es troba a la línia del Corredor Mediterrani, per la qual cosa passen molts trens de llarg recorregut sense parar. Només tenen parada dos trens al dia en direcció nord i dos en direcció sud.
| Procedència/Destinació     | <           | Línia | >                   | Procedència/Destinació              |
| -------------------------- | ----------- | ----- | ------------------- | ----------------------------------- |
| Mitjana Distància de Renfe |             |       |                     |                                     |
| València-Nord              | Torreblanca | L7    | Benicarló-Peníscola | Tortosa Barcelona-Estació de França |